# Eois tiebaghi
Eois tiebaghi là một loài bướm đêm trong họ Geometridae.